# Neomixis striatigula
A Neomixis striatigula a madarak osztályának verébalakúak (Passeriformes) rendjébe és a szuharbújófélék (Cisticolidae) családjába tartozó faj.

## Rendszerezése
A fajt Richard Bowdler Sharpe angol zoológus és ornitológus írta le 1881-ben.

## Alfajai
- Neomixis striatigula pallidior Salomonsen, 1934
- Neomixis striatigula sclateri Delacour, 1931
- Neomixis striatigula striatigula Sharpe, 1881[2]

## Előfordulása
Madagaszkár területén honos. Természetes élőhelyei a szubtrópusi és trópusi síkvidéki esőerdők, mangroveerdők és cserjések. Állandó, nem vonuló faj.

## Megjelenése
Testhossza 12 centiméter, testtömege 7-9 gramm.

## Természetvédelmi helyzete
Az elterjedési területe nagyon nagy, egyedszáma viszont ismeretlen. A Természetvédelmi Világszövetség Vörös listáján nem fenyegetett fajként szerepel.